# Devadatta cyanocephala
Devadatta cyanocephala là loài chuồn chuồn trong họ Amphipterygidae. Loài này được Hämäläinen, Sasamota & Karube mô tả khoa học đầu tiên năm 2006.